# Густав Адольф Нассау-Идштейнский
Густав Адольф Нассау-Идштейнский (нем. Gustav Adolf von Nassau-Idstein; 14 февраля 1632, Вайльбург — 1 августа 1664, Сентготхард) — граф Нассау-Идштейнский, офицер имперской армии. Лютеранин, перешедший в католицизм.

## Биография
Густав Адольф — сын графа Иоганна Нассау-Идштейнского и Сибиллы Магдалены Баден-Дурлахской (1605—1644), дочери маркграфа Георга Фридриха Баден-Дурлахского. Получил основательное образование под началом гофмейстера Даниэля фон Вегенера, много путешествовал за границей. В 1652 году отец отправил Густава Адольфа на рейхстаг в Регенсбург, где принц познакомился с конвертитами. Вскоре он сам перешёл в католичество. Его крёстным отцом стал сам император Фердинанд III, назначивший его камергером. Семья Густава Адольфа тяжело пережили этот удар и сомневались в свободном выборе сына. В письме отцу от 16 октября 1653 года Густав Адольф пояснил причины своего поступка и вопреки мольбам и угрозам настоял на своём решении. После этого отец исключил старшего сына из очереди наследования.
Граф Густав Адольф отправился в Майнц и поступил на службу испанцам. В битве под Валансьеном получил тяжёлое ранение. Позднее принц бывал в гостях у отца, и в их отношениях наступило некоторое потепление. Густав Адольф не подвергал сомнению свою веру, и в вопросе наследования в Нассау-Идштейне изменений не произошло. В 1660 году Густав Адольф получил звание полковника имперской армии и получил в командование полк, с которым участвовал в войне с турками и 1 августа 1664 года погиб в битве при Сентготтхарде. Его похоронили в церкви капуцинов под Фюрстенфельдом. Граф Густав Адольф не был женат и не имел детей. Отцу в Нассау-Идштейне в 1677 году наследовал младший единокровный брат Густава Адольфа Георг Август.